# Evans County
Evans County är ett administrativt område i delstaten Georgia, USA, med 11 000 invånare. Den administrativa huvudorten (county seat) är Claxton. 
En del av Fort Stewart är belägen i countyt.

## Geografi
Enligt United States Census Bureau så har countyt en total area på 484 km². 479 km² av den arean är land och 5 km² är vatten.

### Angränsande countyn
- Candler County - nordväst
- Bulloch County - nordost
- Bryan County - öst
- Liberty County - sydost
- Tattnall County - sydväst